# Peritassa campestris
Peritassa campestris är en benvedsväxtart som först beskrevs av Jacques Cambessèdes, och fick sitt nu gällande namn av Albert Charles Smith. Peritassa campestris ingår i släktet Peritassa och familjen Celastraceae. Inga underarter finns listade.